# Casa Francisco Romanos
La Casa Francisco Romanos és una obra amb elements modernistes i noucentistes de Santa Margarida i els Monjos (Alt Penedès) inclosa a l'Inventari del Patrimoni Arquitectònic de Catalunya.

## Descripció
Casa entre mitgeres, d'una sola planta, amb façana de composició simètrica que inclou un portal central i dues obertures laterals. Coronament amb petita teulada inclinada i ràfec. Utilització del maó vist i de la ceràmica vidriada, en l'ornamentació de les obertures que tenen un trencaaigües superior en forma de llinda. Sòcol de pedra. Reixes interessants.

## Història
Segons testimoni verbal dels habitants, la casa data de la dècada dels anys vint.